# Paroedura ibityensis
Paroedura ibityensis — вид геконоподібних ящірок родини геконових (Gekkonidae). Ендемік Мадагаскару.

## Поширення й екологія
Paroedura ibityensis мешкають в околицях Ібіті та Ітремо, що лежать на Центральному нагір'ї острова Мадагаскар. Вони живуть у високогірних саванах, серед скель.